# Королевская юбилейная медаль (Норвегия)
Королевская юбилейная медаль – государственная награда Королевства Норвегия.

## История
Королевская юбилейная медаль была учреждена королём Норвегии Хоконом VII в 1906 году для поощрения граждан за особо выдающиеся заслуги перед королём. Медаль вручается в двух классах: золотом и серебряном.

## Описание
Медаль круглой формы из золота или серебра с норвежской геральдической короной наверху.
Аверс несёт на себе профильный портрет царствующего монарха. По окружности надписи: вверху – имя правящего монаха, внизу – девиз правящего монарха.
На реверсе – коронованная монограмма правящего монарха.
К короне прикреплено кольцо, при помощи которого медаль крепится к ленте красного цвета.